# Eristena
Eristena là một chi bướm đêm thuộc họ Crambidae.

## Các loài
- Eristena brevisigna F.Q. Chen, S.M. Song & C.S. Wu, 2006
- Eristena curvula F.Q. Chen, S.M. Song & C.S. Wu, 2006
- Eristena longibursa F.Q. Chen, S.M. Song & C.S. Wu, 2006
- Eristena tridentata F.Q. Chen, S.M. Song & C.S. Wu, 2006